# Pine Flat (California)
Pine Flat es un lugar designado por el censo ubicado en el condado de Tulare en el estado estadounidense de California. En el año 2010 tenía una población de 166 habitantes.

## Geografía
Pine Flat se encuentra ubicado en las coordenadas 35°52′25.05″N 118°38′33.09″O / 35.8736250, -118.6425250.